# Hearts and Flags
Hearts and Flags è un cortometraggio muto del 1911. Il nome del regista non viene riportato. Charles M. Seay, qui al suo quinto film, passò poi alla regia girando 78 film muti.

## Produzione
Il film fu prodotto dalla Edison Manufacturing Company.

## Distribuzione
Distribuito dalla General Film Company, il film uscì nelle sale cinematografiche degli Stati Uniti il 26 maggio 1911.